# Transporte en Somalia
El transporte en Somalia incluye una red de carreteras y varios puertos y aeropuertos. Actualmente no existen líneas ferroviarias en Somalia. El país no posee marina mercante.

## Historia
El transporte en Somalia está centrado en una red de carreteras de mediocre nivel y en las comunicaciones aéreas.
En efecto en 1989, antes del colapso del gobierno, la aerolínea nacional tenía sólo un avión. Actualmente hay aproximadamente 15 aerolíneas, sobre 60 naves, seis destinos internacionales, y un mayor número de rutas dentro de Somalia. Las aerolíneas privadas, incluyendo Air Somalia y Daallo Airlines, poseen diversos destinos dentro del país así como destinos en Yibuti, los Emiratos Árabes Unidos, París y Londres. De acuerdo a un reporte del Banco Mundial de 2005, el negocio de las aerolíneas privadas en Somalia está inserto dentro de una guerra de precios.
Con un crecimiento exponencial desde 1991, Bosaso es el principal puerto somalí en la actualidad. Con cerca de 3 millones de cabezas de ganado y ovejas en 1999, los puertos de Bosaso y Berbera acumulan el 95% de todas las exportaciones de ganado en el Este de África y el 52% con respecto a las exportaciones de ovejas.
El puerto de Mogadiscio, que era el mayor hasta 1980, ha quedado parcialmente destruido por la guerra civil. Actualmente (2015) está siendo reparado y ampliado.

## Ferrocarriles
En Somalia hubo un solo ferrocarril, que existió durante la era colonial italiana: el "Mogadisdcio-Villabruzzi". En efecto en los años 40 existió una línea férrea de 140 kilómetros entre Mogadiscio y Jowhar. Sin embargo, en la actualidad Somalia no posee servicios de ferrocarriles, ya que los ingleses los destruyeron en 1941-1942.

## Carreteras
La red de carreteras de Somalia está compuesta de 22.100 kilómetros, de los cuales 2.608 están pavimentados.

## Oleoductos
En Somalia existe un oleoducto de 15 kilómetros que transporte petróleo crudo.

## Transporte marítimo

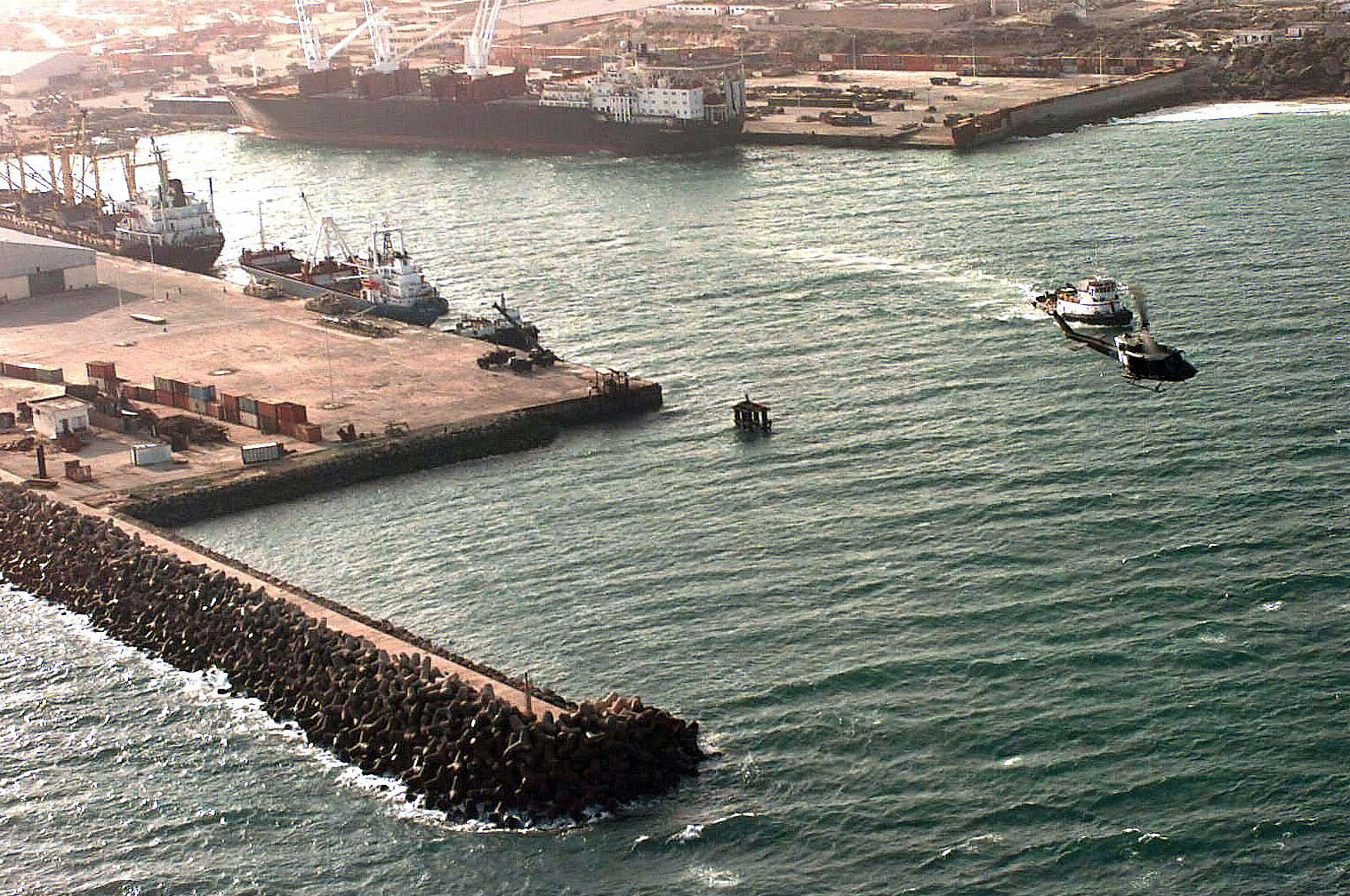
El puerto de Mogadiscio

Los puertos mayores de Somalia son Bender Cassim (Boosaaso), Berbera, Kismaayo, Merka y Mogadiscio. Somalia no posee una marina mercante, aunque hasta la crisis gubernamental de los años 90 los buques estaban registrados bajo una bandera de convenio somalí.

## Transporte aéreo
Somalia posee 65 pistas de aterrizaje. De las 7 con pistas pavimentadas, 4 poseen pistas con longitud mayor de 3.000 metros. Las pistas de aterrizaje no pavimentadas fluctúan entre los 900 y 1.500 metros de longitud.

## Países vecinos
- Etiopía
- Kenia
- Yibuti